# Canada Life Centre
Il Canada Life Centre è un centro polifunzionale al coperto situato nel centro cittadino di Winnipeg, nella provincia del Manitoba, in Canada. È la sede dei Winnipeg Jets, squadra militante nella National Hockey League. Sorge sul sito dove era ubicato l'antico centro commerciale Eaton's ed è di proprietà della True North Sports & Entertainment Limited, società a capo anche della squadra di hockey. 
Si estende su una superficie pari a 41 000 metri quadrati e i lavori costarono $133,5 milioni di dollari canadesi. I lavori iniziati nell'aprile del 2003 terminarono l'anno successivo e il palazzetto fu inaugurato il 16 novembre 2004, sostituendo la vecchia Winnipeg Arena. L'MTS Centre possiede una capienza di 15.015 posti a sedere per l'hockey su ghiaccio, e variabile fra i 16.170 e i 16.345 posti per i concerti. Originariamente era noto con il nome di True North Centre, durante le fasi di progettazione e di costruzione, prima che i diritti pubblicitari venissero acquistati dalla compagnia di telecomunicazioni Bell MTS (già Manitoba Telecom Services; MTS): dal 2004 al 2017 è conosciuto come MTS Centre e dal 2017 al 2021 come Bell MTS Place. Dal 2021 i diritti di sponsorizzazione vengono acquisiti dalla società di assicurazioni Canada Life.
L'arena è stata sede in passato della squadra di American Hockey League dei Manitoba Moose, dalla sua apertura nel 2004 fino al 2011. I Moose furono venduti e trasferiti nella regione atlantica del Canada dopo l'approdo degli Atlanta Thrashers acquisiti dalla True North e trasferiti a Winnipeg per la stagione 2011–12. Oltre all'hockey, l'arena svolge il ruolo di principale sede di concerti di Winnipeg, grazie all'ottima acustica presente nell'edificio.
Nel corso degli anni si sono svolte alcune importanti manifestazioni sportive e non: nel 2005 l'impianto ospitò la cerimonia di premiazione dei Juno Award, nel 2007 invece si svolsero la maggior parte degli incontri del Campionato mondiale di hockey su ghiaccio femminile, mentre infine del 2006 al 2010 si giocarono quattro incontri amichevoli fra squadre della National Hockey League.